# Société d'esthétique du Québec
La Société d’esthétique du Québec, depuis sa création en 1982 par la philosophe de l'art Suzanne Foisy et par le théoricien et critique d’art René Payant, a été un outil de rencontre, de travail et d’engagement des théoriciens et théoriciennes, et des praticiens et praticiennes de l’art : notamment Christiane Chassey, Pierre Granche, Johanne Lamoureux, Louise Poissant, etc.  Elle était le lieu de croisement de plusieurs discours où les disciplines académiques étaient décloisonnées par la diversité des pratiques du monde de l’art.  La Société d’esthétique du Québec a cessé ses activités en 1995. 

## Mandat
La Société d’esthétique du Québec, dont le siège social était le Département d’histoire de l’art de l’Université de Montréal, était une corporation provinciale indépendante, dont les buts non lucratifs, tels qu’énumérés par la charte, se formulent ainsi : 
- Favoriser la recherche et les études en esthétique, philosophie de l’art, histoire de l’art, critique d’art et pratique de l’art.
- Encourager par des manifestations concrètes (éditions, expositions, colloques, etc.) le développement de l’esthétique.
- Faciliter les échanges entre les différents milieux.
- Cristalliser  le climat et les tendances du monde de l’art, dans la relation entre le discours et la création, entre la pratique institutionnelle et la théorie.
- Servir de porte-voix à la défense des causes esthétiques.
- Intervenir auprès d’institutions pour transmettre les opinions des membres. sur les questions relatives à la nature des intérêts de La Société d’esthétique du Québec.

## Colloques
La Société d’esthétique du Québec organisait annuellement plusieurs types de rencontres : colloques, tables rondes ou conférences ponctuelles sur des événements marquants du monde de l’art.  Elle tenait des sessions régulières aux congrès de l’ACFAS et participait aux grands congrès internationaux.
- 1984, collaboration avec La Société d'esthétique (France), conférencier invité : Mikel Dufrenne.
- février 1987,  « La Critique d’art au Québec », au Musée des Beaux-Arts de Montréal, conférencier invité : Michel Butor, org. SEQ.
- octobre 1987 « Colloque Glenn Gould », org. Ghyslaine Guertin, parrainé par la SEQ
- janvier 1989, « L’art panique », Musée des beaux-arts de Montréal, conférencier invité Arthur Kroker, org. SEQ.
- mai 1989, « L’art inquiété par le document », ACFAS à l'UQAM, org. SEQ.
- mai 1990, « L’Après exposition : accrochages et constats », et  « Le Délire d’exposer », ACFAS à l'U.Laval, invité Marc Le Bot, org. SEQ et Section histoire de l’art, U. Laval.
- avril 1991, « Caprice : Retour sur Vedute », Maison de la Culture Côte-des-Neiges, Montréal; org. SEQ et Centre d’exposition et de théorie de l’art contemporain (CETAC),
- mai 1991, « Penser le changement », ACFAS à l'UdeM, org. Association internationale de philosophie et de littérature et SEQ.
- mai 1991, « Le nom propre », ACFAS à U. Sherbrooke, org. SEQ.
- mai 1992, « Autour de Diderot », ACFAS, org. SEQ.
- juillet 1992, « Violence et Coexistence », Congrès Mondial à Montréal, org. SEQ.
- (compléter)

.

## Publications
La SEQ  avait le mandat de publier des catalogues, de faire l’édition de recueils visant à faire connaître les travaux d’artistes (musiciens, etc.) et de familiariser le public avec les caractéristiques de l’art contemporain.   
- L’art pense,  Université de Montréal, Montreal ; Galerie Jolliet, Montreal (catalogue), 1984
- Louise Poissant, Machinations, Montréal, Société d’Esthétique du Québec, 1989, 128 p.
- Daniel Charles, Michaël La Chance, Louise Letocha, Jacques Bernard Roumanès,  Louise Poissant (dir.). Violence. Pièges du regard, The Deadly Seduction. Société d’esthétique du Québec, 1992.

## Bureaux de direction
- - Bureau 1992-1994 :  Présidence : Louise Letocha  (UQAM); Vice-présidence : Johanne Lamoureux (UdeM); Trésorerie : Michaël La Chance (UQAM); Secrétariat : Josée Brunet (UQAM); Conseillers : Manon Blanchette (MAC), Olivier Asselin (U. d’Ottawa), Louise Poissant (UQAM), Christine Ross (U. Mc Gill).
- - Bureau 1990-1992 : Présidence :	Manon Blanchette (MAC), Vice-présidence : Louise Letocha (UQAM - Muséologie); Trésorerie : 	Alain Laframboise (UdeM -histoire de l’Art); Secrétariat : Johanne Lamoureux (UdeM -Histoire de l’Art); Conseillers : Michaël La Chance (UQAM -Philosophie), Catherine Bédard (UdeM -Histoire de l’Art), Marie Carani (Univ. Laval - Histoire), Louise Poissant  (UQAM - Arts plastiques).
- -  Bureau 1988-1990 : Présidence : Michaël La Chance (UQAM); Vice-présidence : Manon Blanchette (MAC) ; Trésorier : Laurent Pilon (UQAM); Secrétaire : Jean-Pierre Gilbert (UQAM); Conseillers : Louise Poissant (UQAM), Alain Laframboise (UdeM),  Johanne Lamoureux (UdeM),  Fernande Saint-Martin (UQAM).
- - Bureau 1982-1984. Présidence : René Payant.